# Lara Vadlau
Lara Marie Sophie Vadlau (* 29. März 1994 in Feldbach, Steiermark) ist eine österreichische Seglerin. Sie lebt in Kärnten, Österreich.
Als Steuerfrau wurde sie mit Jolanta Ogar als Vorschoterin mehrfach Welt- und Europameisterin in der 470er-Klasse. Bei den Olympischen Spielen 2024 gewann sie mit Lukas Mähr in der 470er-Mixed-Klasse die Goldmedaille. Seit 2025 bildet sie ein Team mit Niklas Haberl.

## Werdegang

### Segeln
Lara Vadlau begann im Alter von sieben Jahren mit dem Segelsport und mit neun Jahren bestritt sie ihren ersten Wettkampf. Bereits als Jugendliche holte sie ihre ersten großen Titel, darunter die Goldmedaille in der Klasse Byte CII bei den Olympischen Jugend-Sommerspielen 2010 in Singapur sowie Gold in der 420er-Klasse bei der Jugend-Segelweltmeisterschaft 2010. Bei den Olympischen Sommerspielen 2012 in London trat Vadlau in der 470er-Klasse mit ihrer damaligen Teamkollegin Eva-Maria Schimak an; sie belegten den 20. Platz. Vadlau war mit 18 Jahren und 128 Tagen die jüngste Seglerin bei diesen Olympischen Spielen. Nach Olympia 2012 trennte sie sich von Schimak. 
Mit Jolanta Ogar (* 1982 in Polen) etablierte sie sich binnen kurzer Zeit in der Weltspitze. Zusammen gewannen sie Silber bei den Segel-Weltmeisterschaften 2013 und – als erstes österreichisches Frauenteam – Gold bei den Meisterschaften 2014.
2014 wurden Lara Vadlau und Jolanta Ogar vom österreichischen Sportjournalisten-Verband zur Mannschaft des Jahres gekürt. 2015 gelang ihnen bei der WM in Haifa erneut der Titelgewinn in der 470er-Klasse.
Zu den Olympischen Sommerspielen 2016 in Rio de Janeiro reiste das Duo Vadlau/Ogar als großer Favorit an, schloss die 470er-Wettfahrten dann aber nur auf dem neunten Platz ab. Nach dieser Enttäuschung segelten Vadlau und Ogar nur noch ein Mal gemeinsam, und zwar zum Gesamtsieg beim Weltcupfinale im Dezember 2016 vor Melbourne. Ihre Trennung gaben sie am 1. Mai 2017 bekannt.

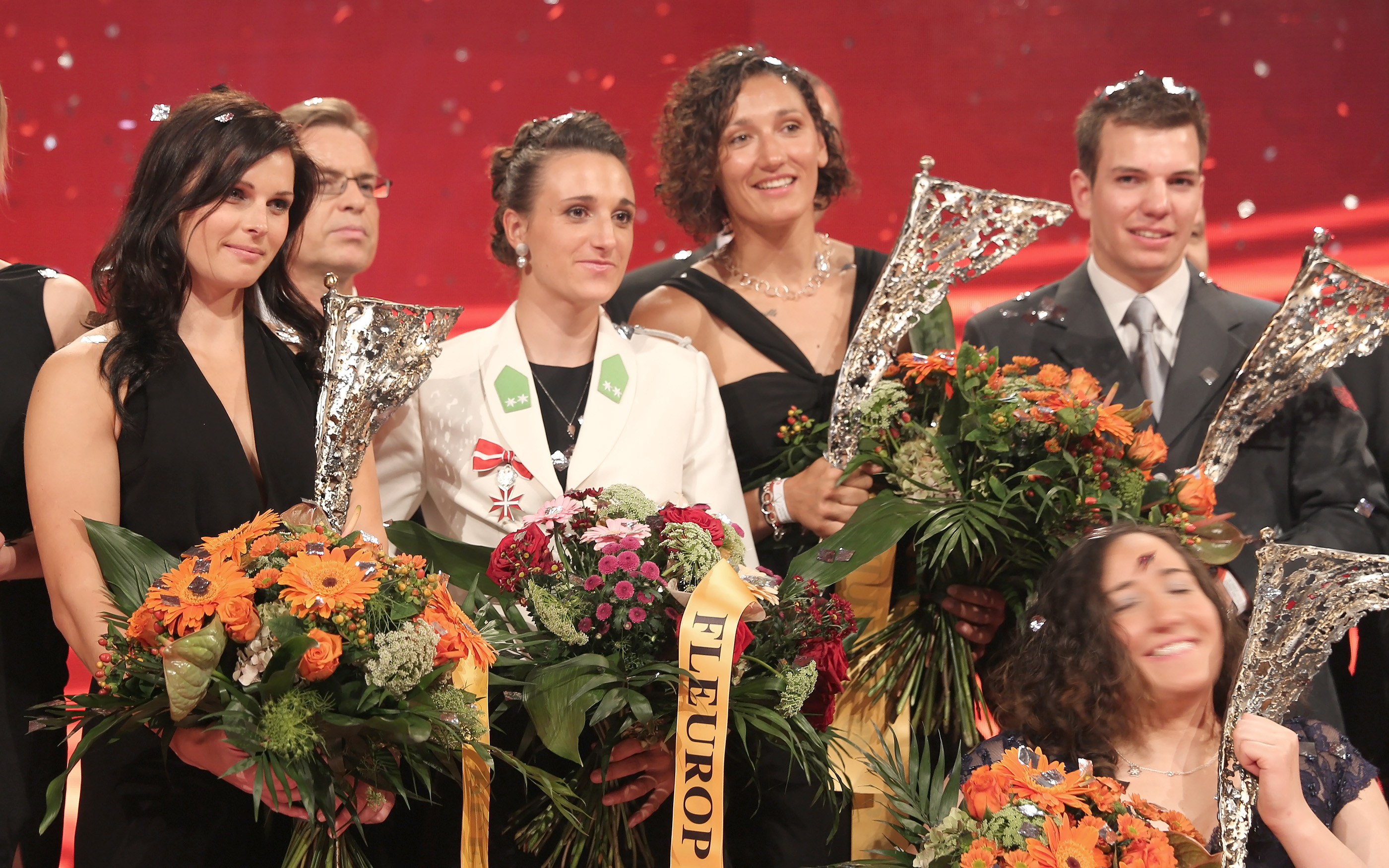
Lara Vadlau mit dem Silbernen Ehrenzeichen für Verdienste um die Republik Österreich in der Damenform an der weißen Ausgehuniform des Bundesheeres (Oktober 2014)

Im November 2021 meldete Vadlau ihre Teilnahme an den Olympischen Spielen 2024 in Paris. Zusammen mit Lukas Mähr kehrte sie somit zum Segelsport zurück. Dort gewann das Duo in der 470er-Mixed-Klasse die erste Goldmedaille für Österreich. Gemeinsam mit Mähr wurde sie als österreichische Fahnenträgerin der Abschlussfeier der Sommerspiele 2024 ausgewählt.
Nach dem Olympiasieg zog sich Lukas Mähr aus dem aktiven Sport zurück. Lara Vadlau bildet seither mit Niklas Haberl ein Team.

### Privates
Lara Vadlau kommt aus einem sportlichen Elternhaus, beide Eltern sind Segler. Ihr Vater Ernst war in den 1980er-Jahren zweimal Europameister im Segeln, darüber hinaus erfolgreicher Karateka, Drachenflieger und Vielseitigkeits-Reiter.
Vadlau studierte seit 2017 Humanmedizin an der Sigmund Freud Privatuniversität Wien und graduierte dort am 17. November 2023 zur Dr. med. univ.
Für ihre Arbeiten erhielt sie den Forschungspreis der Österreichischen Gesellschaft für Plastische, Ästhetische und Rekonstruktive Chirurgie.
Vadlau war von 2019 bis 2023 mit der deutschen Fußballspielerin Lea Schüller liiert.
Im Jahr 2024 wurde eine öffentliche Diskussion über Vadlau ausgelöst, da die Olympiasiegerin ein Video auf Instagram gepostet und dann wieder gelöscht hatte, auf dem sie vermutlich mit einem Porsche mit 253 km/h auf der Südautobahn fahrend zu sehen war.

## Publikationen
- Segel des Lebens: 10 goldene Regeln, um in Sport und Alltag unschlagbar zu werden, mit Rudolf Likar, Buchverlag Edition Platin, Wien 2025, ISBN 978-3-903538-12-2.

## Auszeichnungen
- Österreichs Mannschaft des Jahres 2014
- Der Sportpresseklub Kärnten wählte Vadlau/Ogar bei den Sportlerwahlen der Jahre 2014[17] und 2015[18] jeweils zum „Kärntner Team des Jahres“.
- Silbernes Ehrenzeichen für Verdienste um die Republik Österreich, 2014
- Goldenes Ehrenzeichen für Verdienste um die Republik Österreich, 2016[19]
- Sportler des Jahres 2024: Team des Jahres mit Lukas Mähr[20][21]
- ANOC-Award 2024: Auszeichnung als Best Mixed Team in Individual Sports of Paris 2024[22]
- 2024: Kärntens Sportlerin des Jahres[23]
- 2025: Vorarlberger Sportler des Jahres 2024 in der Kategorie Team des Jahres mit Lukas Mähr[24]